# Паю Мендіш
Па́ю Ме́ндіш (порт. Paio Mendes, МФА: [ˈpaj.u ˈmẽ.dɨʃ], лат. Pelagius, ісп. Pelayo; ? — 1137) — архієпископ Бразький (1118—1137). Представник португальського шляхетного роду Мая. Син португальського вельможі Менду да Мая. Перебував у конфлікті з португальською графинею Терезою (1121—1128). Був сподвижником її сина, першого португальського короля Афонсу І. Один із укладачів Туйського договору (1137). Помер у Бразі, Португалія. Також — Пелагій.

## Імена
- Па́ю (порт. Paio) — коротке португальське ім'я.
- Па́ю Ме́ндіш (порт. Paio Mendes) — власне ім'я з патронімом.
- Па́ю Ме́ндіш да Мая (порт. Paio Mendes da Maia) — власне ім'я з патронімом і прізвищем.
- Пелагіу (пол. Pelágio) — повне власне ім'я.
- Пела́гій (лат. Pelagius) — латинське ім'я.
- Пела́гій Бра́зький (лат. Pelagius Bracarensis) — латинське ім'я за назвою катедри.

## Біографія
Рік і місце народження Паю Мендіша невідомі. Найімовірніше, його батьком був Мендо Гонсалвіш да Мая, сеньйор Майський, вельможа Леонського королівства; матір'ю була шляхетна панна Ледегунда Суаріш Тайня де Байан.
1118 року, за понтифікату папи Геласія II і правління королеви Урраки, Паю призначили на посаду архієпископа Бразького замість попередника Моріса, що став антипапою. 1119 року нового архієпископа ординували на цю посаду Сеговії або Толедо, на території Кастилії.
Бразька архідіоцезія і Компостельська діоцезії перебували у конфлікті через невизначеність кордонів, а також статус митрополії. Паю та компостельський єпископ Дієго надіслали папі Каліксту II свої скарги і прохання вирішити суперечку. 1121 року папа визнав юрисдикцію Бразької архідіоцезії над Порту і Коїмброю, що були незаконно захоплені Дієго, але, одночасно, підвищив Компостельське єпископство до статусу архідіоцезії.
Оскільки Паю отримав архієпископство в Португалії з рук кастильсько-леонської королеви Урраки, він перебував у поганих стосунках з її сестрою-опоненткою Терезою, португальською графинею. У липні 1121 року він утік з Браги до Самори, шукаючи притулку в королеви. Тим часом графиня Тереза розділила землі Бразької архідіоцезії між єпископами Порту і Коїмбри. Коли Паю повернувся до Португалії, його ув'язнили за наказом графині. Цей вчинок Терези призвів до сварки зі Святим Престолом: під загрозою відлучення від церкви та накладання інтердикту папа Калікст II змусив графиню звільнити архієпископа Бразького і поновити його в усіх майнових правах.
1128 року, напередодні збройного протистояння графині Терези із сином Афонсу І, Паю виступив союзником останнього. 26 травня Афонсу підтвердив майнові привілеї і права архієпископа, і, називаючи його капеланом, обіцяв дарувати місто Брага після захоплення влади в Португалії.
1128 року Паю наказав збудувати 5 каплиць при аписді Бразького собору, які були зруйновані землетрусом.
1137 року Паю був посланцем португальського графа Афонсу І для мирних переговорів із Леонським королівством. Разом із портуським єпископом він прибув до Туї в Галісії, де спільно з леонськими прелатами уклав і підписав Туйський договір. Угода поклала край португальсько-леонській війні, але не була визнана Афонсу.
1137 року Паю помер у Бразі, Португалія